# 曼素子·王阿訇

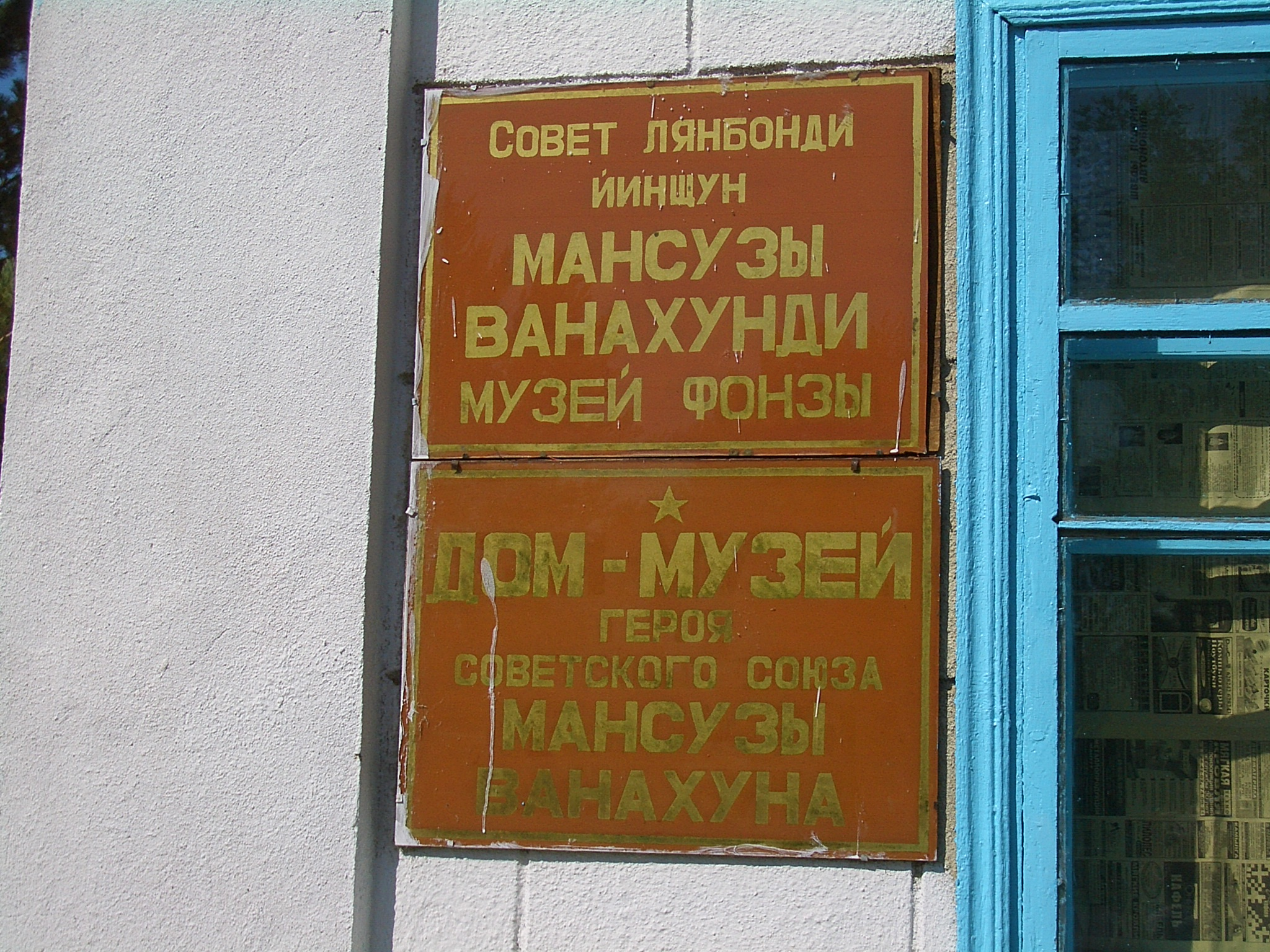
位于吉尔吉斯米粮川乡的博物馆，東干語招牌写着“Совет Лянбонди Йинщун Мансузы Ванахунди музей фонзы”，即“Soviet 联邦的 英雄 曼素子·王阿訇的 Muzei 房子”，可见“苏维埃”（Soviet）和“博物馆”（Muzei）直接采用俄语借词，其余单词则是汉语词汇。

曼素子·王阿訇（俄语：Манзус Ванахун，“曼素子”又译为满素孜、满苏子等，1902年9月23日—1943年7月5日），东干族苏联士兵，参与了苏德战争，1943年在战场上阵亡，同年被追授苏联英雄。

## 生平
曼素子·王阿訇1902年出生于俄罗斯帝国七河州必茨伯克（即现在的比什凯克）的一个东干族农民家庭，1925年全家搬到米粮川。1943年7月5日参与库尔斯克战役时阵亡。1943年9月8日被追授苏联英雄。